# Зімін Сергій Григорович
Сергій Григорович Зімін (рос. Зимин Сергей Григорьевич; (1907 — 5 березня 1943) — учасник німецько-радянської війни, командир відділення 78-го гвардійського стрілецького полку 25-ї гвардійської стрілецької дивізії 6-ї армії Південно-Західного фронту, старшина РСЧА, Герой Радянського Союзу (1943).

## Біографія
Сергій Григорович Зімін народився в селянській родині в селі В'юн (нині — Сергачського району Нижньогородської області).
Закінчив 7 класів школи. У 1927—1929 роках проходив строкову службу в Червоній армії.
Із 1930 року працював рахівником у місцевому колгоспі, з 1936 року став головою колгоспу. У 1940 році вступив у ВКП(б).
Із початком Німецько-радянської війни пішов добровольцем до Червоної армії, незважаючи на те, що мав бронь, а також був хворий. Воював у складі 25-ї гвардійської стрілецької дивізії. Брав участь у битві за Москву (був тяжко поранений), Сталінградській битві, визволенні України.
2 березня 1943 року в складі взводу лейтенанта Широніна відділення Зіміна прийняло бій на залізничному переїзді біля села Таранівка Харківської області України. У бою отримував поранення, але залишився в строю та продовжив вести бій. У критичний момент бою гранатами підірвав танк і при цьому загинув. Похований у братській могилі біля села Таранівка.
Звання Героя Радянського Союзу, як і всім широнінцям, йому було посмертно присвоєно указом Президії Верховної Ради СРСР від 18 березня 1943 року. Посмертно був нагороджений орденом Леніна.

### Родина
- Дружина — Клавдія Олександрівна.
- Сини — Юрій та Борис.

## Пам'ять
- У місті Сергач на стелі, присвяченої Героям війни, є барельєф С. Г. Зіміна.
- У селах Таранівка та Соколове Харківської області Герою встановлені пам'ятники.